# Amerotyphlops microstomus
Espèce
Synonymes
- Typhlops microstomus Cope, 1866

Statut de conservation UICN

 LC  : Préoccupation mineure
Amerotyphlops microstomus est une espèce de serpents de la famille des Typhlopidae. 

## Répartition
Cette espèce se rencontre dans la péninsule du Yucatán au Mexique, au Guatemala et au Belize.

## Publication originale
- Cope, 1866 : Fourth contribution lo the herpetology of tropical America. Proceedings of the Academy of Natural Sciences of Philadelphia, vol. 18, p. 123-132 (texte intégral).